# Elsa Laula Renberg
Elsa Laula Renberg (Tärnaby, 29 de novembre de 1877 - Brønnøy, 22 de juliol de 1931) va ser una activista i política sami.
Va nàixer en una família de pastors de rens, i va créixer a prop de Dikanäs. Després de rebre formació a Estocolm com a llevadora, va tornar a casa per a viure a prop de Dikanäs. El 1908 es va casar amb un pastor de rens, Thomas Renberg. Junts, es van traslladar a Vefsn, a Nordland, Noruega, on van viure com a pastors de rens i van tindre 6 fills. Elsa va morir a l'edat de 54 anys de tuberculosi a Brønnøy.
El 1904, Elsa Laula va escriure i publicar un fulletó de 30 pàgines sobre la situació del poble sami, convertint-la en la primera dona sami a publicar els seus escrits. En aquest treball es van discutir diverses qüestions a les que s'enfrontaven els samis, com ara el seu sistema educatiu, el dret a vot i el dret a posseir terres. L'esperit nacional sami va tindre una revifada en el moment en què es va publicar l'escrit, cosa que la va fer especialment important. Renburg també va animar les dones samis a treballar i ajudar-la en la causa.
El 1904 va fundar l'Associació Sámi Fatmomakka, que va ser la primera organització activista sami. El seu objectiu era combatre els problemes relacionats amb la creixent colonització estatal i la presència de colons a les terres samis, i resoldre els conflictes territorials locals, així com millorar la posició social, econòmica i política dels samis. També va ser la presidenta del comitè organitzador de la primera assemblea sami de 1917 a Trondheim.